# چیلر ایلهان
چیلر ایلهان(به ترکی استانبولی: Çiler İlhan) نویسنده ترک- هلندی است. ایلهان از دوران جوانی نویسنده پرکاری بوده است. او به طور مرتب داستان ها، مقالات، نقدهای کتب، سفرنامه‌ها و ترجمه‌ها را در روزنامه‌ها و نشریات منتشر می‌کند. اولین کتاب او (اتاق بازرگانان رویایی "Rüya Tacirleri Odası" آرتمیس، آوریل ۲۰۰۶) مجموعه‌ای از داستان‌های کوتاه است که به یک‌دیگر اشاره دارند. 

## زندگی‌نامه
در شهر دنیزلی به دنیا آمد و در شهر ازمیر بزرگ شد. در سال ۱۹۹۰ از دانشگاه خصوصی ترکی ازمیر فارغ‌التحصیل شد. نوشتن را در ۱۰ سالگی با شعر آغاز کرد. در دوران راهنمایی به نوشتن نمایشنامه‌های تئاتر و سپس با نوشتن خاطرات به آفرینش آثار ادبی ادامه داد. او در سال ۱۹۹۳  برای یکی از داستان‌های کوتاه خود، برنده جوایز جوانان یاشار نبی نیر، شد.
او تحصیلات عالی خود را در رشته روابط بین‌الملل و علوم سیاسی در دانشگاه بغازیچی گذراند. به گفته خودش، در دوران دانشجویی خود در دانشگاه بغازیچی آگاهانه شروع به نوشتن داستان کرد. از آنجایی که خانواده اش تصمیم گرفتند هتلی در پاموک‌کاله پایه‌گذاری کنند، پس از دانشگاه برای تحصیل در رشته هتل‌داری به سوئیس رفت. و در آنجا از مدرسه هتل‌داری گلیون فارغ‌التحصیل شد. پس از شرکت در پایه‌گذاری هتل در پاموک‌کاله، در زمینه بازاریابی، ارتباطات و گردشگری در استانبول کار کرد و به نویسندگی و ویرایش پرداخت. داستان‌ها، نوشته‌های نثر، بررسی کتاب، سفرنامه و ترجمه‌های او در نشریات گوناگون منتشر شد.
او در سال ۲۰۱۷ به شهر خاودا در هلند نق مکان کرد. اولین رمان او در هلند، خانه نامزدی، در سال ۲۰۲۱ منتشر شد.

## آثار
- کتاب دوم او با عنوان ("Sürgün - تبعید" اتشارات اورست، مارس ۲۰۱۰) دربردارنده داستان‌های به هم پیوسته‌ای که درون‌مایه آنها از حمله به عراق تا زنان باتمان و سرنوشت آزمایشگاه است.

- رمان کوتاه ("Nişan Evi - نامزدی" انتشارات اورست، ۲۰۲۱)یک رمان کوتاه قابل توجه است که با صدایی منحصر به فرد روایت می‌شود و بر اساس داستان واقعی کشتاری دسته جمعی است که در ماه مه ۲۰۰۹ در جنوب شرقی ترکیه (ماردین ، روستای بیلیج)رخ داد. که روایتی از زندگی‌های از دست رفته و گره‌های حل نشده‌ای است که تحت فشار مراکز مختلف قدرت اعم از رسمی و غیررسمی مخفیانه پاک شده اند.
- رمان "Hayattayız Madem - چون‌زنده ایم" ا‌نتشارات اورست، ۲۰۲۳) آخرین رمان اوست که از سال ۱۹۴۳ تا ۲۰۱۸، از آمستردام تا آشویتس و از حلب تا استانبول را در بر می‌گیرد. که روایت چگونگی برخورد با یک پدر و دخترانش به‌عنوان پناهنده سوری در محله تشویقیه استانبول است.[۲]

## جوایز
- رمان تبعید (Sürgün) جایزه ادبی اتحادیه اروپا در سال ۲۰۱۱ را از آن خود کرد [۳]
- از آنجا که ما زنده ایم – جایزه رمان دویگو آسنا ۲۰۲۴

## مراجع
1. ↑  ""Çiler İlhan"". Türk Edebiyatı İsimler Sözlüğü (به ترکی استانبولی). Archived from the original on October 23 2020. {{cite web}}: Check date values in: |تاریخ بایگانی= (help)
2. ↑  "Chiller Ilhan'ın resmi web sitesi" (به ترکی استانبولی).
3. ↑  ""Winning Authors: Çiler İlhan, Turkey"". euprizeliterature.eu (به انگلیسی). January 17 2018. Archived from the original on January 18 2018. {{cite web}}: Check date values in: |تاریخ= و |تاریخ بایگانی= (help)